# Cầu Hóa An
Cầu Hóa An là cây cầu bắc qua sông Đồng Nai và nằm trên lộ trình của Quốc lộ 1K (Đường Nguyễn Ái Quốc) thuộc địa phận thành phố Biên Hòa, tỉnh Đồng Nai, Việt Nam. Cầu là cửa ngõ quan trọng từ Thành phố Hồ Chí Minh và Bình Dương vào nội ô thành phố Biên Hòa.

## Miêu tả

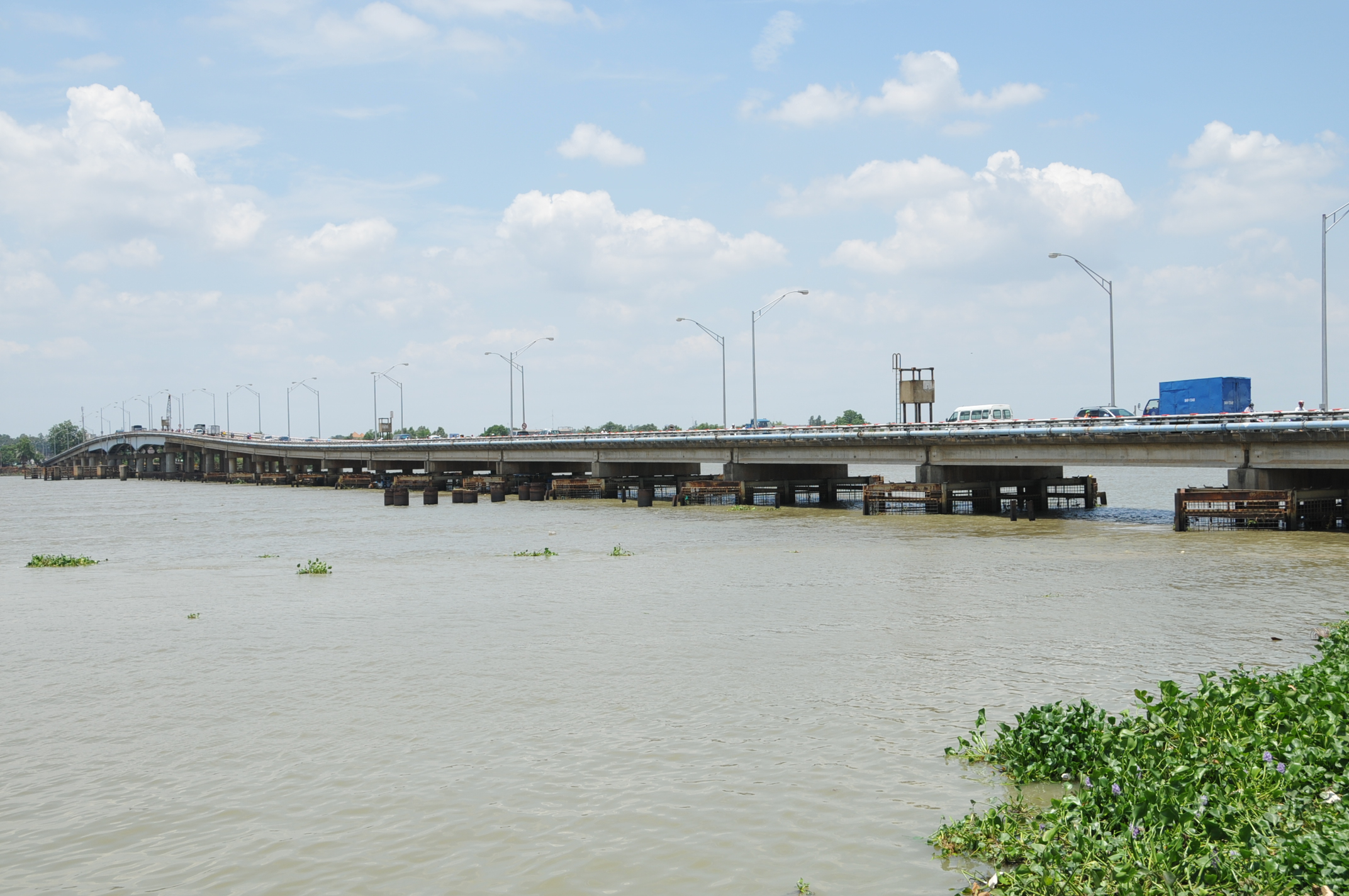
Cầu Hóa An cũ

Cầu Hóa An được chính quyền Việt Nam Cộng hòa xây dựng vào năm 1973. Đây là cầu bê tông, trụ cầu gồm 1-2 hàng ống bê tông cốt thép đóng sâu xuống lòng sông Đồng Nai. Trụ được bao bọc bởi khung vĩ thép chống va đập của phương tiện đường thủy và góp phần bảo an. Nhịp cầu là các dầm bê tông đúc sẵn, giữa cầu (lệch về hướng Hóa An, nơi có luồng lạch cho tàu chạy, nước sâu) có khoảng không thông thuyền lớn nhất cao nhất; nhịp cầu là khung thép có thể dời đi khi cần thiết. Mặt cầu hơi hẹp, có hai làn dành cho ô tô và hai làn cho người đi bộ. Tại mỗi trụ cầu (trên làn đi bộ) có lắp chốt gác bê tông đúc sẵn. Kết cấu vào thời đấy đều gần như giống nhau (như cầu Bình Phước ở thành phố Hồ Chí Minh).
Cầu có 26 nhịp, hai làn xe và chịu tải trọng 20 tấn; chiều rộng khống chế 10,26 m; chiều rộng lưu thông 7 m; chiều dài cầu 802 m.

## Lịch sử
Thời chiến tranh Việt Nam, cầu Hóa An được bảo vệ nghiêm ngặt suốt ngày đêm. Lính bảo vệ cầu được trang bị súng tiểu liên M16 và lựu đạn hơi gây tức (dưới nước) để chống đặc công của Quân Giải phóng miền Nam Việt Nam. Mỗi buổi chiều các chốt gác đều được xe quân sự đến tiếp đạn và lựu đạn. Lính gác cầu được quyền bắn bất kỳ vật gì trôi nổi qua cầu như rác, lục bình, nhánh cây,... và có thể ném lựu đạn bất kỳ lúc nào.

## Cầu sập
Kể từ ngày xây dựng cầu đến nay, cầu đã ba lần bị sập. Trong ba lần sập cầu có hai lần do chiến tranh và một lần là do quá tải.

### Lần 1
Cầu sập lần đầu tiên vào một đêm của năm 1974 sau một tiếng nổ rất lớn. Cụm trụ của một chân cầu (có lẽ là chân thứ 6 hay 7) ở gần đầu cầu phía Biên Hòa đã gãy. Hai nhịp cầu bắc qua nó đã sụp xuống sông Đồng Nai. Đơn vị Giang cảnh (đóng ở ven bờ đầu cầu phía Biên Hòa, bên hạ lưu) của Việt Nam Cộng hòa tiến hành ngay công tác truy lùng đặc công của Quân Giải phóng miền Nam Việt Nam. Trưa hôm sau, những chiếc tàu của Giang cảnh kéo về ba thi thể của đặc công Quân Giải phóng miền Nam Việt Nam mình trần mặc quần đùi xanh dương hoặc xanh lá cây từ cù lao Hiệp Hòa về tập trung tại đơn vị Giang cảnh. Sau đó cầu tiếp tục được nối tạm bằng khung lồng sắt có một làn ô tô, có thể di chuyển đồng thời với xe gắn máy, hai làn cho người đi bộ. Cầu này nối tắt, thay thế hai nhịp cầu bê tông trước khi bị đánh sập.

### Lần 2
Trưa ngày 30 tháng 4 năm 1975, lính Việt Nam Cộng hòa đã đánh sập phần khung sắt lắp tạm của cầu Hóa An trên đường rút chạy về Sài Gòn nhằm ngăn chặn bước tiến của Quân Giải phóng miền Nam Việt Nam. Sau ngày 30 tháng 4 năm 1975, cầu được làm lại cũng bằng khung lồng sắt giống như cũ và có gắn biển báo tải trọng 8 tấn.

### Lần 3
Vào buổi chiều một năm trong thập niên 1980, có lẽ khoảng hơn 16 giờ, chiếc cầu lồng sắt lắp trên cầu Mới (trước đây cầu Hóa An được gọi là cầu Mới) đã gãy sập ngay đoạn giữa. Điều may mắn là đã có nhiều ghe đánh cá và tàu của cảnh sát đường sông đã tập trung đến để cứu vớt những người rơi xuống sông.
Nguyên nhân của sự việc này là do đoàn xe gồm 4 chiếc xe Kamaz ben (trọng tải xe 8 tấn/chiếc nhưng chất đầy đá, ước tổng trọng lượng mỗi xe đến 20 tấn) đi từ hướng Hóa An về Biên Hòa. Do cầu sắt hẹp chỉ đi được một chiều xe ô tô nên bốn xe này tranh thủ nối đuôi nhau lên cầu. Một chiếc xe lô đen (xe tắc-xông) chở đầy người len lỏi trên phần cầu bê tông và kịp chen vào giữa đoàn xe để lên cầu. Trước khi cầu sập có rất nhiều người đi bộ, đi xe đạp, xe gắn máy trên cầu, hầu hết là công nhân và dân lao động trên đường về sau giờ làm việc.

## Cầu Hóa An mới
Cầu Hóa An mới là cầu vĩnh cửu bằng bê tông cốt thép và bê tông cốt thép dự ứng lực với tải trọng 30 tấn. Được thiết kế với chiều dài 1.306 mét, cầu có chiều rộng 16,5 mét với ba làn xe cơ giới, một làn xe hỗn hợp và một hầm chui dưới cầu. Bề rộng hầm chui 10 mét, chiều cao 3,2 mét và chiều dài 330 mét. Tổng vốn đầu tư của cầu là 1.174 tỷ đồng theo hình thức BT do Tổng công ty Sonadezi làm chủ đầu tư.
Cầu được xây dựng song song với cầu cũ, nằm cách cầu cũ khoảng 4 m về hạ lưu sông. Cầu được khởi công xây đựng vào ngày 24 tháng 12 năm 2010 và đến ngày 4 tháng 7 năm 2014 thì thông xe kỹ thuật.